# Potters Village
Potters Village es una localidad de Antigua y Barbuda en la parroquia de Saint John.
El pueblo debe su nombre a los talleres de cerámica tradicional, situados en la región.
La alfarería de Antigua se remonta a principios del siglo XVIII, cuando los esclavos comenzaron a fabricar los utensilios para la cocina local. En la actualidad se produce con fines decorativos y para el mercado turístico. La arcilla se obtiene de pozos en las cercanías, y los objetos moldeados se cocinan en un horno abierto bajo capas de hierba en los patios de las casas de los alfareros.
Se ubica a una altitud de 15 m sobre el nivel del mar.
Según estimación 2010 contaba con una población de 3061 habitantes.